# Hangzhou Xiaoshan International Airport

i7
i11
i13
Der Flughafen Hangzhou-Xiaoshan (chinesisch 杭州萧山国际机场, Pinyin Hángzhōu Xiāoshān Guójì Jīchǎng; englisch Hangzhou Xiaoshan International Airport, IATA-Code: HGH, ICAO-Code: ZSHC) ist ein internationaler Flughafen im Stadtbezirk Xiaoshan der Provinzhauptstadt Hangzhou in der Provinz Zhejiang der Volksrepublik China. Er ist am Passagieraufkommen gemessen der zehntgrößte Flughafen Chinas und der größte der Provinz. Er liegt südlich des Qiantang-Flusses, an dem die Stadt Hangzhou liegt.

## Verkehrsanbindung
Der Flughafen Hangzhou-Xiaoshan kann mit dem PKW, dem Taxi oder mit dem Bus erreicht werden. Es gibt insgesamt drei Parkplätze, einen V.I.P.-Parkplatz und einen Langzeitparkplatz. Eine Taxifahrt in die Innenstadt kostet etwa 150 Renminbi und eine Busfahrt etwa 30 Renminbi. Die Busse verkehren alle 15–30 Minuten vom Terminal. Ferner besteht eine Busverbindung zum Shanghai Huangpu Busbahnhof für etwa 100 Renminbi. Die Fahrtzeit beträgt etwa dreieinhalb Stunden. Seit 2020 ist der Flughafen auch mit den U-Bahn Linien 1, 7 und 19 erreichbar.

## Geschichte
Bei der Planung des Flughafens wurde ein Ausbau in drei Phasen vorgesehen. Der erste Bauabschnitt begann im Juli 1997 und wurde am 30. Dezember 2000 fertiggestellt. Er ersetzte den alten Flughafen Hangzhou-Jianqiao, der sowohl ziviler wie militärischer Flughafen war. Im September 2003 wurde durch die Zentralregierung Chinas beschlossen, den Flughafen für den internationalen Verkehr auszubauen. Im März 2004, nachdem der Zoll- und der Sicherheitsbereich fertiggestellt worden war, wurde der Flughafen offiziell als internationaler Flughafen in Betrieb genommen.
Das jährliche Aufkommen ist von 2,98 Millionen Passagieren und 73.000 Tonnen Fracht im Jahr 2001 auf 12,67 Millionen Passagiere und 210.000 Tonnen im Jahr 2008 angestiegen. Die Zahl der Starts und Landungen betrug im Jahr 2001 36.400 und 119.000 im Jahr 2008. Der Flughafen gehört zu den größten zehn aller 152 chinesischer Zivilflughäfen. Den Flughafen fliegen über 38 Fluggesellschaften mit über 2400 Starts und Landungen pro Woche an. Es werden über 58 Städte und Regionen von Hangzhou aus angeflogen.

## Terminals
Der Flughafen Hangzhou verfügt über zwei alte Terminalgebäuden, A (International) und B (Inland). Terminal 1 und Terminal 3 befinden sich im Gebäude B. Terminal 2 befindet sich im Gebäude A.
Das neue Terminal 4, das neue Terminal des Phase-III-Projekts des Hangzhou Xiaoshan International Airport, wurde am 22. September 2022 in Betrieb genommen. T4 ist eines der zehn wichtigsten Meilensteinprojekte beim Bau des Großen Korridors in der Provinz Zhejiang und ein wichtiges unterstützendes Infrastrukturprojekt für Asienspiele in Hangzhou. Nach seiner offiziellen Inbetriebnahme Mitte September wird der Flughafen Hangzhou zum zweitgrößten Flughafen in Ostchina werden. Mit der Erweiterung wird der Flughafen nun in der Lage sein, einen Passagierzuwachs von 30 Millionen auf bis zu 90 Millionen pro Jahr zu bewältigen. Der Flughafen soll dann jährlich eine Kapazität von 25.600.000 Passagieren, 500.000 t Fracht und 260.000 Flügen haben. Bis 2035 ist angedacht, in einer dritten Ausbaustufe eine Kapazität von 52.000.000 Passagieren, 1.000.000 t Fracht, 500.000 Flügen und eine Fläche von 1270 Hektar zu erreichen.
Darüber hinaus besitzt es rund 55 Check-In Schalter, von denen 23 für internationale Flüge sind, zwölf Abflug-Gates, zwölf Fluggastbrücken, einen VIP-Bereich, Fast-Food- und Chinarestaurants, mehrere Banken, eine Wechselstube, eine Erste-Hilfe-Station, ein Fundbüro, sowie zahlreiche Geschäfte. Viele Anlagen auf dem Flughafengelände und im Terminal sind umweltfreundlich gebaut und gestaltet worden.
In den Terminals 1 und 3 bedient man chinesische Inlandsflüge, darunter Xiamen Airlines MF, Shenzhen Airlines ZH, Air China CA, Hainan Airlines HU, China Southern Airlines CZ, Shanghai Airlines FM, China Eastern Airlines MU, Sichuan Airlines 3U, Juneyao Airlines HO usw.
Terminal 2 bedient internationale Flüge nach Hongkong, Macau und Taiwan, darunter Finnair, Qantas Airways, United Airlines-UA, Japan Airlines, Delta AirLines-DL, Russian Airlines-SU, Air France, KLM Royal Dutch Airlines usw.
Terminal 4 bietet internationale Flüge, Flüge nach Hongkong, Macau und Taiwan sowie Inlandsflüge an.

## Fluggesellschaften und Ziele
Es bestand noch vor kurzem eine Direktverbindung nach Frankfurt, die von der China Eastern Airlines bzw. von Condor geflogen wurde. Damit war sie die einzige Verbindung zum deutschsprachigen Raum.
Der Flughafen Hangzhou Xiaoshan ist die Basis der Loong Airlines.

## Zwischenfälle
Am 8. Januar 2022 ereignete sich ein Brand kurz vor dem Abflug einer Tupolew Tu-204 der Frachtfluggesellschaft Aviastar-TU in Hangzhou.